# 西门子 M55
西门子 M55是德国西门子公司的移动电话产品。ME45的后续系列产品，它的后续产品是M65。官方宣传称此机为“超酷前卫的个性化手机”，并赋予“天蝎机”这一昵称。

## 特点
支持GPRS CLASS 8无线上网，可以外接专用带闪光灯照像机，支持MIDP 1.0的Java应用 ，内置E-mail客户端，可访问WAP以及HTML（借助第三方软件）页面，拥有可调整节奏的炫红侧闪灯，支持与计算机互相传输数据。在网络允许的情况下可收发彩信和EMS，拥有商务助理功能，可以记录日程，可进行阳历、阴历转换，可查询二十四节气以及中国传统节日日期，可查询阴历纪年和生肖，货币转换计算（内置汇率，可手动更改），带有类似Windows“资源管理器”的功能，支持文字或文件的复制粘贴，支持屏幕保护、免提功能，
自带Cubasis和弦混音器软件，可以自己为铃声更改配器和节奏。
三种可选颜色，本文图片中所示的是“恣意橙”，此外还有“率性灰”和“自在黄”
操作软件版本目前的官方（中国大陆） 最高级是11版，但互联网上出现了用户自制的11.02Z版等修改版，这类修改版删除了些许内置图片或声音，提供了更多的动态内存，但西门子官方是不推荐用于自行更新操作系统软件的。